# Dmitri Borissowitsch Kabalewski
Dmitri Borissowitsch Kabalewski (russisch Дмитрий Борисович Кабалевский, wiss. Transliteration Dmitrij Borisovič Kabalevskij; * 17.jul. / 30. Dezember 1904greg. in Sankt Petersburg; † 14. Februar 1987 in Moskau) war ein russischer Komponist.

## Leben
Dmitri Kabalewski war Sohn eines Mathematikers bei einer Versicherungsgesellschaft. Er zeigte schon als Kind offenkundige künstlerische Begabungen auf den Gebieten der Malerei und der Dichtkunst. 1912 erhielt er zudem ersten Klavierunterricht. 1918 zog die Familie von Sankt Petersburg nach Moskau. Zunächst beschäftigte sich Kabalewski auf Wunsch seines Vaters noch mit Mathematik und Wirtschaftswissenschaften, verdiente sich jedoch ab 1922 seinen Lebensunterhalt als Stummfilmpianist. 1925 trat er ins Moskauer Konservatorium ein, wo er bis 1930 Komposition bei Georgi Catoire und Nikolai Mjaskowski sowie Klavier bei Alexander Goldenweiser studierte.
Im Jahr 1932 wurde er selbst Kompositionslehrer an diesem Institut, nachdem er sich vor allem durch sein 1. Klavierkonzert als Komponist einen Namen gemacht hatte. In dieses Jahr fiel auch die Gründung des Sowjetischen Komponistenverbandes, in welchem Kabalewski sein Leben lang in vielerlei Funktionen tätig war. 1939 wurde er zum Professor für Komposition ernannt, was er bis zu seiner Emeritierung 1980 blieb. 1940 begann er seine Tätigkeit als Chefredakteur der Zeitschrift Sowjetskaja Musyka und blieb in dieser Position bis 1946. 
Ebenfalls 1940 trat Kabalewski in die KPdSU ein, weshalb ihm zeit seines Lebens viele öffentliche Ämter anvertraut wurden. In dem Parteibeschluss von 1948, der den „Formalismus“ in den Werken einiger Komponisten wie Sergei Prokofjew und Dmitri Schostakowitsch angriff, wurde Kabalewski, obgleich zunächst in der Kritik, letztlich nicht als Formalist bezeichnet. Bis zu seinem Tode führte Kabalewski viele Ämter und Aufgaben aus (er wurde z. B. 1956 Mitglied des Kultusministeriums). Verstärkt wandte er sich pädagogischen Aufgaben zu, was in die Gründung einer eigenen Zeitschrift zu diesem Thema mündete. 
Kabalewski erhielt mannigfaltige Auszeichnungen, zum Beispiel in den Jahren 1946, 1949, 1951 den Stalinpreis, 1972 den Leninpreis, 1980 den Staatspreis der UdSSR und 1974 den Titel „Held der sozialistischen Arbeit“. 1970 wurde er Korrespondierendes Mitglied der Deutschen Akademie der Künste, er war Ehrenmitglied des Internationalen Musikrates.

## Tonsprache
Kabalewski stand zunächst unter dem Einfluss seines Lehrers Nikolai Mjaskowski. Später orientierte er sich stärker an Sergei Prokofjew. Grundlage seines Schaffens sind die Forderungen des Sozialistischen Realismus. Seine Musik ist fest in der Tradition verankert und bewegt sich stets im Rahmen der Tonalität. Besonders charakteristisch für seinen Stil ist ein spielerisches Changieren zwischen Dur und Moll. Die Thematik ist meist eingängig und volkstümlich; als Orchestrator war Kabalewski brillant und wusste das Orchester effektvoll einzusetzen. Hervorzuheben ist die große Vitalität und Frische seiner Kompositionen. Oftmals ist dies mit einem neoklassizistischen Einschlag verbunden. Dies schließt Dramatik und großes Pathos nicht aus, vor allem in den Werken, die gesellschaftliche Ereignisse thematisieren. In besonderem Maße verstand er es, für bestimmte Instrumente sehr effektvoll zu komponieren. Einen besonderen Schwerpunkt in Kabalewskis Schaffen bilden die Werke für junge Musiker. In diesem Bereich zeigte er die große Fähigkeit, einerseits spieltechnisch leicht und für Kinder gut verständlich zu komponieren, andererseits aber nicht ins Banale abzugleiten, sondern ganz im Gegenteil den Intellekt des jungen Spielers anzusprechen. In seinen späteren Werken (etwa ab 1960) zeigte Kabalewski einen Hang zu größerer Introvertiertheit und freierer Harmoniebildung.

## Werke

### Orchesterwerke
- Sinfonie Nr. 1 cis-Moll op. 18 (1932)
- Sinfonie Nr. 2 c-Moll op. 19 (1934)
- Sinfonie Nr. 3 b-Moll op. 22 „Requiem“ mit Chor (1933)
- Sinfonie Nr. 4 c-Moll op. 54 (1956)
- „Die Komödianten“, Suite op. 26 (1940)
- Pathetische Ouvertüre h-Moll op. 64 (1960)
- „An das ewige Feuer“, sinfonische Dichtung op. 85 (1968)
- weitere sinfonische Dichtungen

### Konzerte
- Klavierkonzert Nr. 1 a-Moll op. 9 (1928)
- Klavierkonzert Nr. 2 g-Moll op. 23 (1935, rev. 1973)
- Klavierkonzert Nr. 3 D-Dur op. 50 (1952). State Publishers „Music“, Moskau 1960
- Klavierkonzert Nr. 4 C-Dur op. 99 „Prager Konzert“ (1975)
- Violinkonzert C-Dur op. 48 (1948)
- Violoncellokonzert Nr. 1 g-Moll op. 49 (1949)
- Violoncellokonzert Nr. 2 c-Moll op. 77 (1964)

### Opern
- „Colas Breugnon“ op. 24 (1937, rev. 1968)
- „Im Feuer/Vor Moskau“ (Wogne/Pod Moskwoi) op. 37 (1942)
- „Die Familie des Taras“ (Semja Tarassa) op. 47 (1947, rev. 1967)
- 2 weitere Opern und eine Operette

### Andere Vokalmusik
- „Poem des Kampfes“ für Chor und Orchester op. 12 (1931)
- Requiem op. 72 (1962)
- „Über die Heimat“, Kantate für Kinderchor und Orchester op. 82 (1965)
- Lieder
- Kinderlieder (u. a. „Unser Land“, 1950)
- Musik für Filme (u. a. Schtschors, 1939; Feindlicher Wirbelwind, 1953)

### Kammermusik
- Streichquartett Nr. 1 a-Moll op. 8 (1928)
- Streichquartett Nr. 2 g-Moll op. 44 (1945)
- 2 Stücke für Violoncello und Klavier op. 2 (1927)
- 5 Etüden in Dur und Moll für Violoncello solo op. 68 (1961)
- Violoncellosonate B-Dur op. 71 (1962)

### Klaviermusik
- Klaviersonate Nr. 1 F-Dur op. 6 (1927)
- Klaviersonate Nr. 2 es-Moll op. 45 (1945)
- Klaviersonate Nr. 3 F-Dur op. 46 (1946)
- 30 Kinderstücke op. 27 (1938)
- 24 Präludien op. 38 (1944)
- 24 leichte Stücke op. 39 (1944)
- „Lyrische Weisen“ op. 93 (1972)
- viele weitere kleinere Stücke

### Filmmusik
- 1953: Feindlicher Wirbelwind (Вихри враждебные/Wichri wraschdebnyje)